# 洪武正韻
『洪武正韻』（こうぶせいいん）は、中国明代の太祖洪武8年（1375年）に、楽韶鳳や宋濂など11人の学者によって勅撰された官方韻書。全16巻。
隋代の陸法言『切韻』から宋代の『礼部韻略』に至る詩韻の体系は、明代の実際の音韻体系とはかけ離れていた。このため宋濂は序において編纂の基準を「中原雅音によって定められる」としており、通常の韻書で採られた平水韻とは大きく異なり、元の『中原音韻』19部に似て、22部の韻部が設けられている。
『中原音韻』に似るものの入声韻と全濁声母をなお有しており、議論を呼ぶところである。王力などは『洪武正韻』の編者たちが旧来の韻書の体系から抜け出すことができなかったことと、南方出身者が多かったため中原の音に精通していなかったという見解を示し、羅常培などは当時の北方音には文語と口語の両系統があって文語では旧来の発音が遵守されていたといった見方を示している。